# Barbara Stewart (política)
Barbara Joy Stewart (23 de febrero de 1952 - 2 de junio de 2024) fue una política neozelandesa. Fue miembro del Parlamento por el partido New Zealand First desde 2002 hasta 2008 y nuevamente desde 2011 hasta 2017.

## Primeros años y familia
Stewart nació en Wairoa el 23 de febrero de 1952. Su padre era ingeniero eléctrico y tenía cuatro hermanos. Con su esposo, Gordon, tuvo un hijo, Alister. Gordon falleció en 2017 a causa de cáncer.
Obtuvo un BEd y un Diploma de Postgrado en Estudios de Gestión, ambos de la University of Waikato. Antes de dedicarse a la política, fue maestra de escuela primaria y secundaria y oficial de capacitación empresarial.
Stewart fue inicialmente miembro de larga data del Partido Nacional y actuó como secretaria de la filial de Feilding de 1987 a 1990. Se unió a New Zealand First en 1996. Antes y durante su carrera política, vivió en Cambridge.

## Miembro del Parlamento

### Primer período, 2002–2008
Stewart disputó el electorado de North Shore por New Zealand First en las elecciones de 2002 y ocupó el sexto lugar en la lista de partido—la posición más alta de cualquier candidato que no fuera ya un MP y también la mujer mejor clasificada. Aunque perdió en North Shore, fue elegida para el Parlamento como MP de lista. Comenzó su primer mandato como representante de New Zealand First en el comité de Servicios Sociales, pero eventualmente pasó al comité de Salud. También fue portavoz del partido en asuntos de consumo, asuntos familiares (que abarcan los portafolios de asuntos de mujeres, personas mayores y discapacitados), salud, servicios sociales y turismo.
En su declaración inicial en septiembre de 2002 ante la Cámara, expresó su intención de ser defensora de los niños. Describió una "ausencia de habilidades parentales" en la sociedad y expresó sus preocupaciones relacionadas con la salud infantil, incluida la obesidad infantil y la mala salud dental. También se manifestó en contra de la violencia en la televisión y en los videojuegos.
Stewart fue reelegida en la lista del partido New Zealand First en las elecciones generales de 2005, después de haber perdido en Piako. Después de las elecciones, New Zealand First apoyó la continuación del gobierno de Labour.
En 2006, el proyecto de ley de Stewart, la Enmienda Electoral (Reducción del Número de Miembros del Parlamento), fue presentado al Parlamento. El proyecto de ley siguió al Referéndum neozelandés de 1999 sobre la reducción de MPs, en el cual el 81,46% de los electores participantes votaron a favor de reducir el número de MPs a 99. El referéndum no fue vinculante y su resultado no había sido implementado por el gobierno. En ese momento, el sistema de votación proporcional mixto de Nueva Zelanda preveía 69 MPs de distrito y al menos 51 MPs de lista para un total de al menos 120 MPs (sujeto a cualquier excedente). El proyecto de ley de Stewart proponía no realizar cambios en el número de MPs de distrito y proponía reducir el número de MPs de lista en 20 para un total de 100 MPs. En su primera lectura el 16 de marzo de 2006, el proyecto de ley fue aprobado por 61 votos a 60 a pesar de la oposición del Partido Laborista gobernante, pero fue derrotado en su segunda lectura el 8 de noviembre de 2006 cuando el Partido Nacional retiró su apoyo.
En las elecciones generales de 2008, Stewart disputó sin éxito el nuevo electorado de Waikato. Fue promovida al quinto lugar en la lista de New Zealand First, pero el partido perdió todos sus escaños parlamentarios, no ganando ningún electorado y quedando por debajo del umbral del 5%.

### Segundo período, 2011–2017
En las elecciones de 2011, Stewart fue reelegida para el Parlamento tras un resurgimiento en el voto de New Zealand First, donde fue clasificada quinta en la lista del partido. Stewart había vuelto a postularse en el distrito electoral de Waikato, pero no tuvo éxito en derrotar a Lindsay Tisch, el actual MP del Partido Nacional de Nueva Zelanda. Tras las elecciones de 2011, Stewart fue elegida whip por la nueva bancada de NZ First y permaneció en este rol después de su reelección en las elecciones de 2014.
En su segundo período en el Parlamento, Stewart fue la portavoz de New Zealand First en temas de la ACC, asuntos de discapacidad, asuntos familiares, salud, relaciones laborales e industriales, y turismo, y portavoz asociada para personas mayores. También se reincorporó al comité selecto de Salud. Criticó el registro del gobierno Nacional en la prevención del suicidio y la inmigración, afirmando que los inmigrantes asiáticos en Nueva Zelanda "luchan con el concepto de una casa."
En 2013, Stewart votó en contra del Proyecto de Ley de Enmienda Matrimonial, que busca permitir el matrimonio entre personas del mismo sexo en Nueva Zelanda, junto con todos sus compañeros MPs de New Zealand First.
Stewart tuvo éxito en lograr que dos proyectos de ley de miembros privados relacionados con la salud fueran seleccionados para su introducción durante su segundo período en el Parlamento, aunque ninguno fue aprobado. El proyecto de ley de Chequeo de Salud SuperGold fue seleccionado para su introducción en noviembre de 2013. El proyecto de ley propuso que las personas mayores de 65 años que reciben la superannuation de Nueva Zelanda fueran elegibles para tres visitas médicas gratuitas al año. El proyecto de ley fue transferido al nombre del líder de New Zealand First, Winston Peters, antes de su primera lectura, donde fue derrotado por 60 votos a 61.
El Affordable Healthcare Bill fue seleccionado en agosto de 2015 y también fue transferido a Peters. Falló en su primera lectura con 46 votos a favor y 75 en contra en diciembre de ese año. El proyecto de ley propuso enmiendas a la Ley de Inmigración de 2009, la Ley de Impuesto sobre la Renta de 2007 y la Ley de Seguridad Social de 1964 que requerirían que los padres inmigrantes tengan y mantengan un seguro de salud, eliminarían el impuesto sobre beneficios marginales del seguro de salud y otorgarían un reembolso por seguro de salud a los pensionistas. Las políticas relacionadas con el seguro de salud obligatorio para inmigrantes fueron controvertidas. Una propuesta similar había sido criticada por los colegas de Stewart en New Zealand First, Denis O'Rourke y Mahesh Bindra, quienes cuestionaron su consistencia con la Ley de Derechos de Nueva Zelanda de 1990. Posteriormente, el Procurador General, Chris Finlayson, emitió una opinión legal que establecía que las disposiciones del proyecto de ley relacionadas con el seguro de salud obligatorio para inmigrantes limitarían injustificadamente el derecho a la libertad de discriminación en la Carta de Derechos.
Stewart anunció que, tras la muerte de su esposo el 31 de enero de 2017, no se postularía para la reelección en las elecciones generales de 2017. En su declaración de despedida el 8 de agosto de 2017, afirmó que consideraba su mayor logro haber trabajado con el ministro de salud laborista Pete Hodgson en proporcionar visitas médicas gratuitas para niños menores de seis años. Hodgson anunció esa política en agosto de 2007, agradeciendo a los MPs de New Zealand First por su apoyo.

## Vida posterior y fallecimiento
Stewart indicó que contribuiría al sector voluntario durante su jubilación. Fue nombrada fiduciaria de Trust Waikato. Stewart falleció el 2 de junio de 2024, a la edad de 72 años.